# قاتلین (فیلم ۲۰۱۰)
قاتلین (به انگلیسی: Killers) فیلمی محصول سال ۲۰۱۰ به کارگردانی رابرت لوکتیک است. در این فیلم کاترین هیگل، اشتون کوچر، تام سلک، کاترین اوهارا، کاترین وینیک، لیزا ان والتر، کیسی ویلسون، راب ریگل، مارتین مول، کوین سوسمن، الکس بورستین، لتویا لوکت و آشر بازی کردند.

## چکیده داستان
در پی یک جدایی، زن جوانی به نام جنیفر به همراه پدر و مادرش به یک هتل مجلل در نیس می‌رود و در آنجا با اسپنسر اغوا کننده زنها آشنا می‌شود که در واقع یک مأمور مخفی سیا است. خیلی سریع عاشق می‌شوند و ازدواج می‌کنند. اسپنسر همه چیز را برای فراموش کردن کارش انجام می‌دهد که آن را رها کرده و از همسرش پنهان کرده‌است. خوشبختی آنها کامل است تا سه سال بعد روزی که گذشته اسپنسر دوباره رو می‌شود. در واقع او کشف می‌کند که یک جایزه ۲۰ میلیون دلاری بر سرش گذاشته شده‌است…